# 滝宮神社
滝宮神社（たきのみやじんじゃ）は、香川県綾歌郡綾川町滝宮にある神社である。祭神は須佐之男命（すさのおのみこと）。
かつては「牛頭天王の祠(ほこら)」と称していたが、1868年（明治元年）以降は、滝宮神社と改称した。

## 歴史
709年（和銅2年）、行基が創建したとされる。もともとは「牛頭天王の祠（ほこら）」と称されていた。また菅原道真が、讃岐の国に赴任した886年（仁和2年）から 890年（寛平2年）にかけては、讃岐の国一国の氏神とされた。その後に、細川頼之が康暦年間に滝宮神社と滝宮天満宮を再建補修し、さらに天正年間に兵火にあいその後慶長になって当時の国守生駒親正が祈祷料を寄付した。当地が高松藩となって後は初代藩主の松平頼重が1644年（寛永21年）に随神門を建設、1660年（万治3年）には本殿などを再建した。以降、高松藩主からの寄進が続く。
祭神の須佐之男命が医薬の神とされ、また牛馬の守護神として各地に知られており、神社瀧宮大社と称せられたこともあったが、1868年（明治元年）以降は、滝宮神社と改称した。

## 境内
本町が横町と交差する瀧宮神社入り口には「鳥居」があったが、現在は「随神門」の北に移設されている。
「随神門」から北の神社境内には、参道左に「由賀稲荷」と「忠霊塔」が、右に「八社ノ宮（神楽殿）」があり、左右二基の灯籠の先に「拝幣殿」と「本殿」を祀る。

### 「本殿」「拝幣殿」「随神門」
松平賴重が高松藩主となり先規に従って社領を寄進し、1644年（寛永21年）に随神門を建設、1660年（万治3年）に本殿その他を再建修補した。現在の拝殿、随神門、神楽殿はそのときのもの。
往昔は「多伎の神社瀧宮大社」と称していたが、皇政維新の際に「瀧宮神社」と改称し、1869年（明治2年）に「本殿」を改築、「拝幣殿」は1996年（平成8年）1月起工し12月に完成し「八社ノ宮（神楽殿）」の屋根改修も終了した。

### 「灯籠」
1766年（明和3年）陶村の綾南念仏踊の市押（宰領）岡坂忠陸が、念仏組が瀧宮に集まる記念として、六反歩の灯明田とともに建立した。

## 滝宮の念仏踊
菅原道真が雨乞いのため祈願をし、それが功を奏したことで滝宮神社で農民たちが菅原道真に感謝し奉納し始めたことが起源とされる神事に滝宮の念仏踊がある。1977年（昭和52年）に重要無形民俗文化財に指定された。